# Cône rituel en or
Les cônes d'or rituels, dont quatre exemplaires ont été découverts en Europe à ce jour, sont des artefacts de l'âge du bronze faits de feuilles d'or fin. Ils formaient l'apparat de la partie supérieure de couvre-chefs dont le rebord inférieur était vraisemblablement fait de matière organique, les feuilles d'or venant rigidifier l'ensemble. Les cônes d'or répertoriés aujourd'hui sont : 

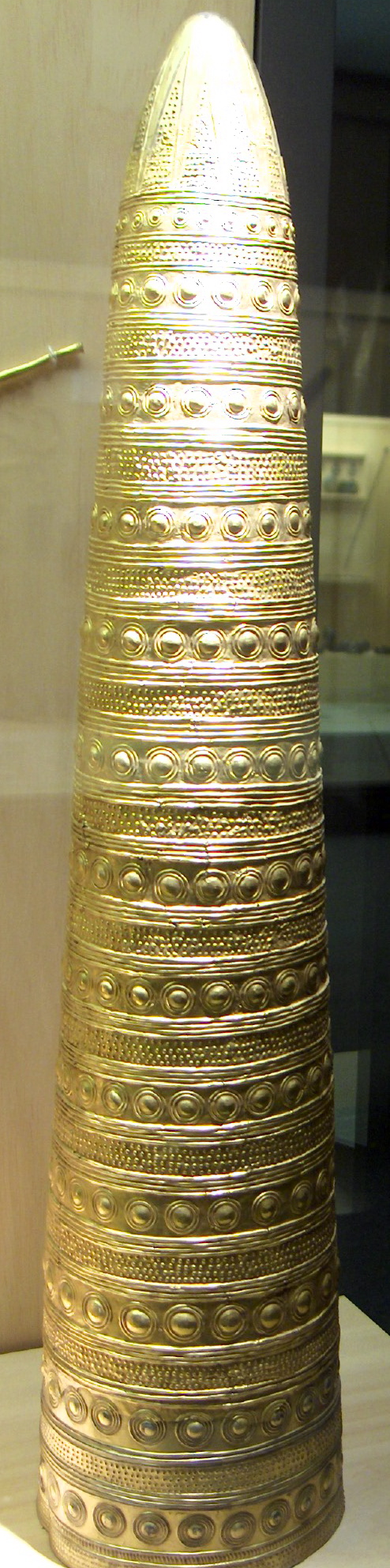
Le cône d'Avanton, vers 1000 av. J.-C.
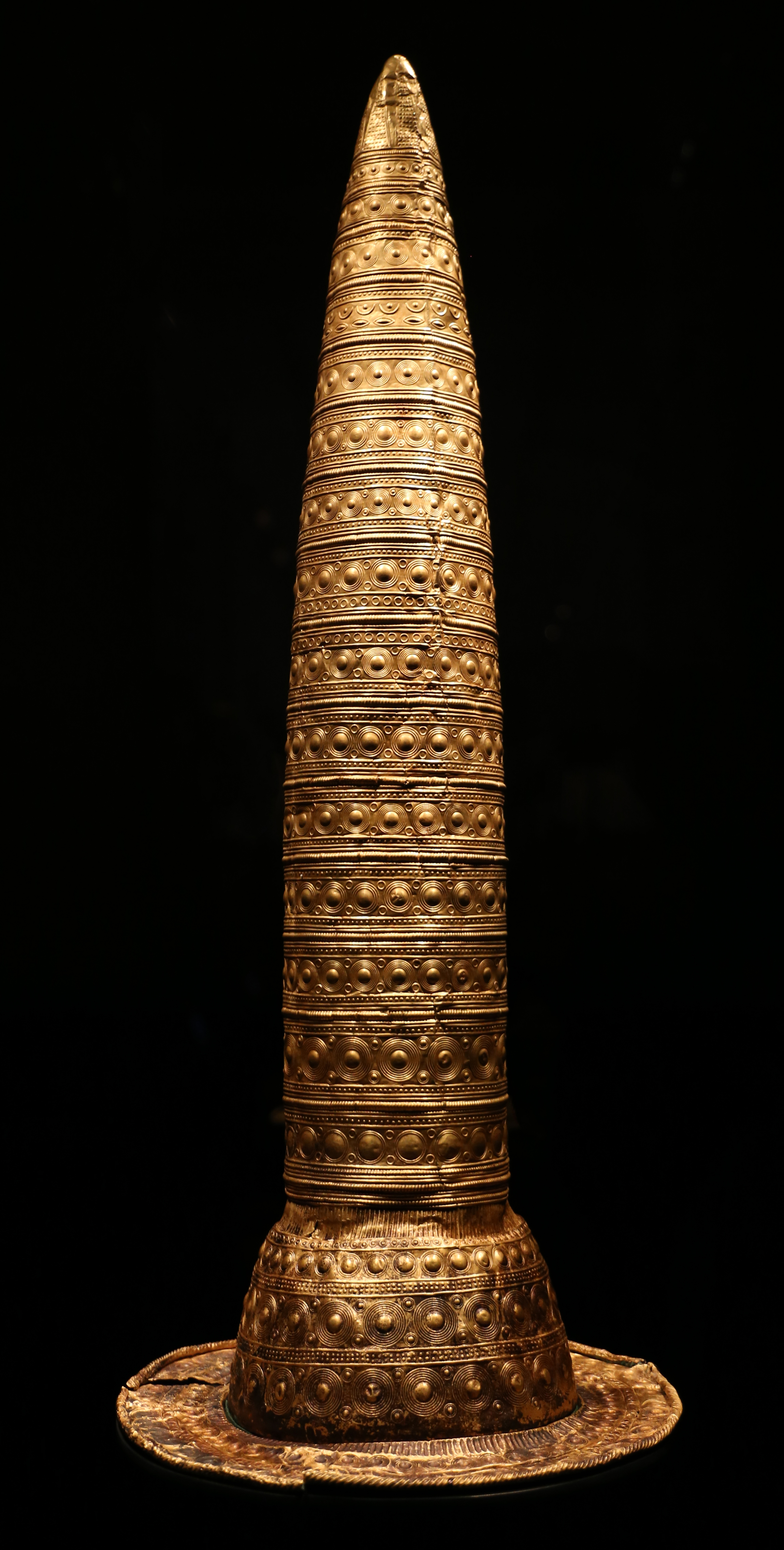
Le cône de Berlin, le mieux conservé (vers 1000-800 av. J.-C.)
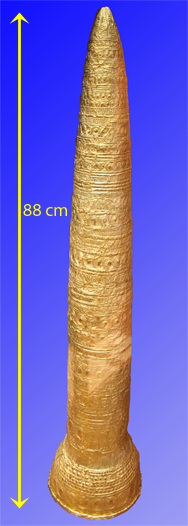
Le cône d'or d'Ezelsdorf-Buch (en) vers 1000-800 av. J.-C.
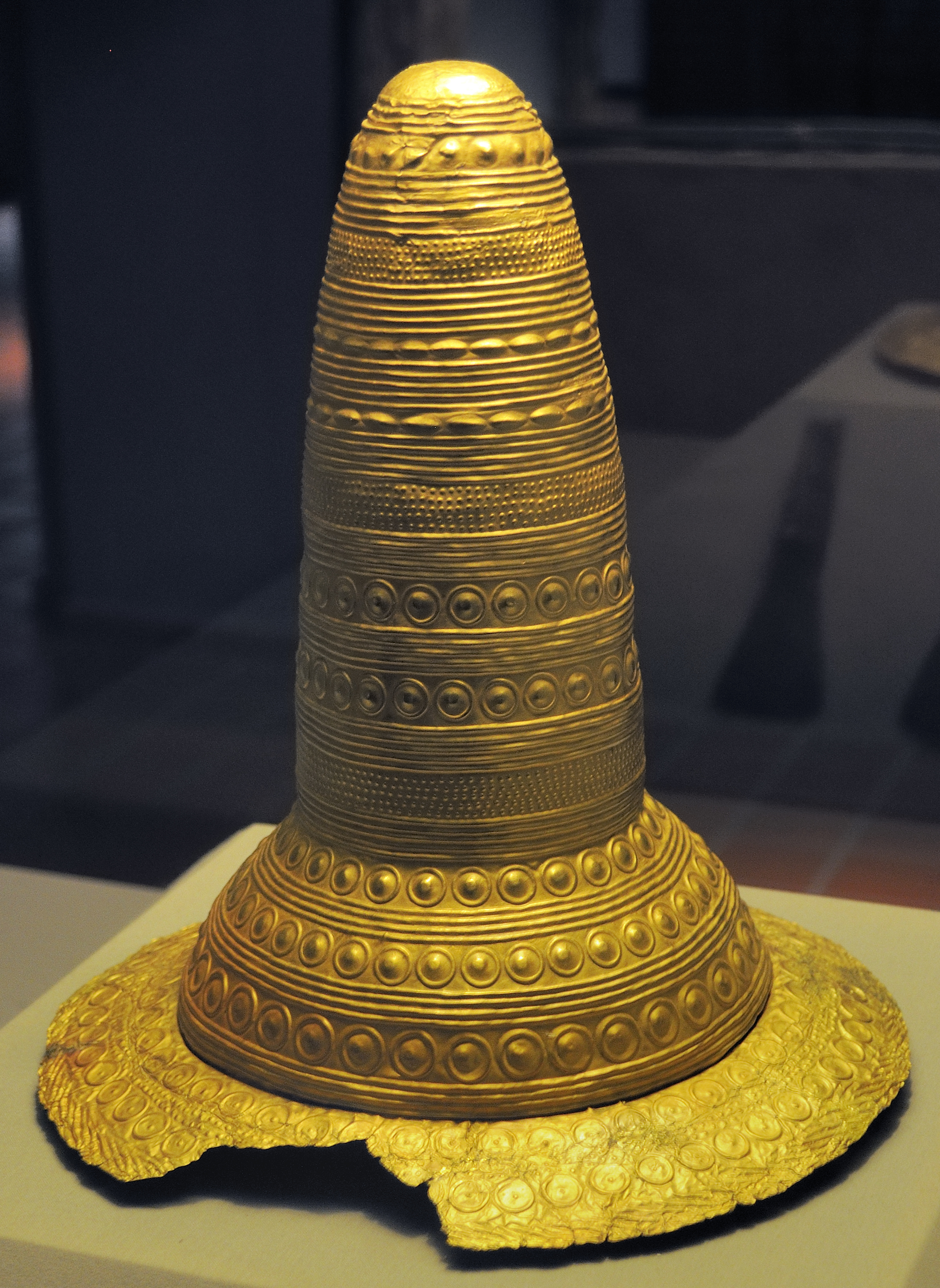
Le cône de Schifferstadt, vers 1500-1250 av. J.-C.

Certaines calottes rituelles faites de feuilles d'or et retrouvées en d'autres lieux faisaient sans doute l'objet d'un usage similaire :
- la couronne de Comerford
- la couronne d'Axtroki
- la couronne de Rianxo

## Datation et contexte
Les cônes d'or rituels du type de Schifferstadt ont été découverts au XIXe siècle et XXe siècle en Allemagne (à Berlin, Schifferstadt, Ezelsdorf-Buch) et en France (Cône d'or d'Avanton) : leur état de conservation était très variable. Ils sont culturellement apparentés aux couronnes hémisphériques en or mises au jour depuis 1692 dans le sud-ouest de l'Irlande (Couronne de Comerford) et sur le littoral Atlantique de l'Espagne (Axtroki, Rianxo), et dont seules subsistent les vestiges d'Espagne.
Le cône d'or de Berlin est le mieux préservé de ces objets. Les horizons dégagés lors des fouilles ont été datés de l'âge du bronze et la fabrication de ces objets remonte à entre 1400-1300 av. J.-C. (pour le cône de Schifferstadt, et celui d'Avanton), entre 1000 et 800 av. J.-C. pour les cônes de Berlin et d'Ezelsdorf-Buch.

## Fonction
On pense aujourd'hui, que ces cônes servaient d'attribut religieux pour la pratique des cultes solaires répandus en Europe centrale à l'âge du bronze tardif. Cette hypothèse s'appuie sur un dessin gravé retrouvé sur la stèle de la sépulture de Kivik en Scanie, interprété comme un cône rituel[réf. souhaitée].
Le diamètre intérieur correspondant à celui d'une tête d'homme, il était sans doute porté comme un chapeau. Cette hypothèse est confortée par les statuettes humaines à tête pointue également retrouvées.
Le décryptage partiel de l'ornementation des cônes rituels incite aujourd'hui à assigner à ces objets, outre leur fonction religieuse, les caractères très généraux d'un calendrier. On ignore s'ils étaient réellement utilisés comme calendriers, ou s'ils ont simplement servi à codifier des connaissances astronomiques essentielles.

## Des calendriers préhistoriques

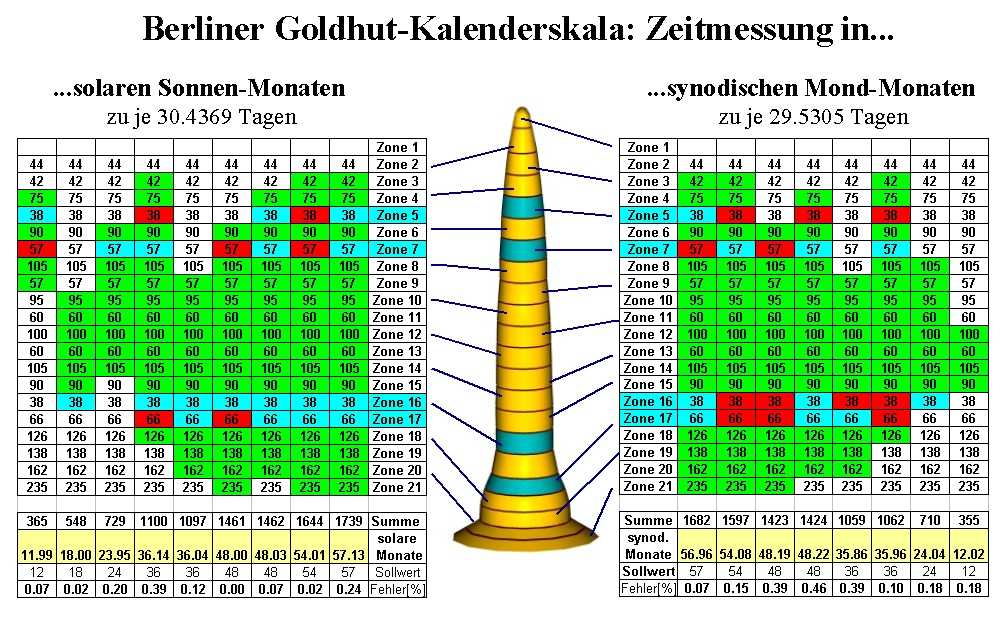
Explication des inscriptions portées sur le cône de Berlin.

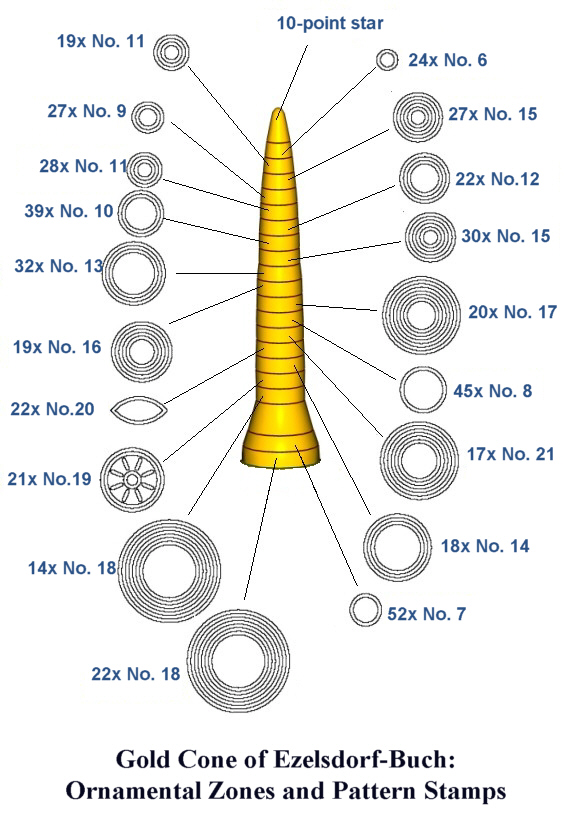
Représentation schématique du schéma décoratif du cône d'Ezelsdorf

Les cônes d'or de l'âge du bronze sont couverts sur toute leur hauteur de lignes décoratives ou de séparation tracées au poinçon, les spécimens les plus anciens (Avanton, Schifferstadt) présentant une ornementation nettement distincte des autres.
Dans l'état actuel de nos connaissances, les cônes du type Schifferstadt offrent une progression logique des ornements à la fois dans le nombre et dans le style.
D'après les recherches menées sur le seul cône entièrement intact, à savoir le spécimen de Berlin, il se dégage l'idée que ces inscriptions renvoient à des notions calendaires propre à un calendrier luni-solaire. De par ce caractère luni-solaire, on peut lire directement les intervalles de temps en unités lunaires ou solaires.
La connaissance exacte de la durée de l'année tropique étant particulièrement importante pour déterminer la date des célébrations cultuelles comme celles des solstices d'été ou d'hiver, les connaissances astronomiques codifiées sur les cônes d'or étaient particulièrement précieuses pour les sociétés de l'âge du bronze. On ne sait pas au juste si ces artefacts servaient réellement de calendrier ou s'ils étaient uniquement un support de connaissances.
Parmi les fonctions reconnues (à la date de juillet 2005) sur ces gravures, on a identifié un moyen de suivre des périodes longues de 57 mois. Mais en quadruplant simplement de tels intervalles, il est possible de représenter des intervalles de temps plus longs encore, comme le cycle de Méton.
Sur ces gravures, chaque signe (à savoir chaque anneau gravé) représente un jour. Ces anneaux sont séparés de loin en loin par d'autres symboles particuliers servant à découper ou démarquer des périodes, qu'il faut prendre en compte ou sauter (selon les cas) pour retrouver les dates d'un certain cycle.
Le décryptage complet des méthodes de calcul intégrées à l'ornamentation est toujours en cours. Le diagramme ci-contre présente de façon schématique le calendrier et les cycles reconstitués à ce jour sur le cône de Berlin.
En principe, partant d'une certaine zone i, on effectue la sommation de la succession convenable des n zones ornementées voisines 
{\displaystyle Z_{i}}..{\displaystyle Z_{i+n}}. De cette somme il convient éventuellement de retrancher les symboles de démarquage des périodes que l'on peut rencontrer, pour trouver la valeur correspondant à la transcription en date solaire ou lunaire.
Le tableau de la partie gauche représente la datation solaire, celui de droite la lecture en mois synodiques (lunaires). Les cases colorées en rouge (resp. en bleu) des zones 5, 7, 16 et 17 sont les marques de séparation du calendrier qui délimitent les périodes.
La valeur associée à chaque case est le produit du nombre de symboles caractéristiques se trouvant dans sa zone et du nombre de cercles (ou d'anneaux) qui précèdent cette marque de séparation. Au symbole particulier de la zone 5, on assigne la valeur numérique 38 qui correspond à son contenu.
Exemple
La zone 12 possède au total un nombre caractéristique de 20 poinçons du type n°14 (une tranche circulaire), délimités par cinq cercles.
Le nombre associé à cette zone s'obtient en formant le produit de 20 et de 5 = 100.
Les cercles plus petits séparant les symboles caractéristiques, sont considérés comme purement décoratifs et ne sont pas pris en compte dans les calculs.
Pour trouver les valeurs portées dans les cases jaunes en bas du tableau, et qui donnent le décompte en jours solaires (resp. lunaires) des durées maximum des périodes, il faut effectuer la somme partielle des valeurs des cases colorées de la colonne qui se trouve au-dessus. S'il se trouve des cases rouges (servant au démarquage des périodes) dans la colonne, il faut retrancher leur valeur de la somme précédente. Il est ainsi possible de représenter des périodes d'une durée de 12, 24, 36, 48, 54 et 57 mois synodiques dans le calendrier lunaire, et de 12, 18, 24, 36, 48, 54 et 57 mois solaires (en tant que « douzièmes » d'une année tropique) dans le calendrier solaire.
Exemple
Pour trouver la durée d'un cycle de 54 mois en calendrier lunaire ou solaire, il faut additionner les valeurs des cases vertes ou bleues des zones 3 à 21. On trouve ainsi un total de 1 739 jours. De ce résultat, il faut retrancher les valeurs des cases rouges se trouvant dans les zones 5, 16 et 17. Le résultat, 1739-142=1597 jours, correspond exactement à 54 mois synodiques de 29,5305 jours chacun.
L'écart de deux jours entre ce résultat et la valeur astronomique correcte résulte de la précision insuffisante des durées des mois solaires et lunaires telles que les observations de l'âge du bronze permettaient de les appréhender.

## Fabrication
Les cônes retrouvés jusqu'à présent sont constitués d'un alliage d'or, titrant environ 85 à 90 % d'or, 10 % d'argent et des traces de cuivre et d'étain (de l'ordre de 1 %). Ils ont été formés sans soudure à partir d'une plaque d'un seul tenant martelée jusqu'à obtenir une feuille de 0,25 mm d'épaisseur (cône de Schifferstadt) et même de 0,06 mm (cône de Berlin).
En raison des propriétés tribologiques de l'alliage, cette feuille subit un écrouissage au fil du martelage qui la rend fragile et sujette à la fissuration. Pour éviter ces fissures, les orfèvres procédèrent à un martelage à l'uniformité soignée, lors du forgeage. Il a également fallu recuire la pièce à plusieurs reprises à 750 °C au moins au cours du processus de fabrication.
Afin d'éviter une fusion superficielle, en raison de la faible température de fusion de l'alliage d'or (environ 960 °C), les orfèvres eurent recours à un contrôle assez précis de la température et au chauffage uniforme de la pièce. Pour cette opération, les orfèvres de l'âge du bronze utilisaient des foyers de charbon de bois ou des fours à céramique, dont ils contrôlaient la température, uniquement sur les bords, à l'aide d'un soufflet. Si l'on considère les caractéristiques tribologiques d'un tel matériau et l'économie de moyens, la fabrication de ces minces feuilles d'or, d'un seul tenant et sans défauts, constitue en soi une véritable performance.
Dans un second temps, le cône a été complété de bandes ornementales radiales. Pour cela, l'objet a dû être rigidifié en en remplissant l'intérieur creux d'un mastic d'orfèvre adapté composé de résine et de cire (dont on a retrouvé des traces sur le cône de Schifferstadt) puis on a imprimé la feuille d'or de motifs par applications successives d'un poinçon ou en lui appliquant un rouleau portant les motifs en négatifs.